# Daniel Cortina

## Biografía
Daniel Alberto Cortina Gómez es un diseñador (enlace roto disponible en Internet Archive; véase el historial, la primera versión y la última). de origen panameño, reconocido por su talento en la confección de trajes de fantasía para misses de su país, los cuales han resultado ganadores de múltiples competencias de trajes nacionales o regionales en diversos certámenes de belleza a nivel internacional. 1 (enlace roto disponible en Internet Archive; véase el historial, la primera versión y la última).
Daniel Alberto, diseñador, publicista, presentador de televisión y docente, nace la ciudad de Panamá, el 22 de noviembre de 1976. Es el menor de 6 hermanos.
Su educación primaria la realizó en la Escuela República de Colombia y la secundaria en el Instituto Fermín Naudeau. Apasionado por la parte artística desde pequeño demostró talento para el dibujo y colorear, cuando su madre le compraba libros para pintar. Desde los ocho años trabajó, durante las vacaciones escolares y en época de verano, en talleres de Carnaval, donde aprendió destrezas, desarrollo sus habilidades, recortando y forrando moldes para crear piezas de los trajes de carnaval. 
Estudio Artes Plásticas en la Facultad de Bellas Artes. Cursó estudios superiores en la Universidad de Panamá donde obtiene el título de Licenciado en Publicidad y un profesorado en educación media con especialización en Publicidad de esta misma casa de estudios.
Reconocido como Joven sobresaliente 2002 en la categoría de Servicio Humanitario y Voluntariado por la Cámara Junior de Panamá e Hijo Meritorio del Distrito por el Concejo Municipal de San Miguelito y honrado por sus aportes culturales por la Asociación de Santeños residentes en San Miguelito.

## Confeccionando trajes y viviendo fantasías
Su carrera como diseñador dentro de los certámenes de belleza inicia en su natal Panamá en el 2004, cuando es convocado por la Organización Señorita Panamá para competir por primera vez como diseñador. Aunque no logró ganar en esa edición, se ubicó entre los cinco mejores diseños con su trabajo titulado "Guacamaya Bandera" traje de fantasía con el que obtendría posteriormente su primer título internacional en el certamen Miss América Latina del Mundo celebrado en República Dominicana en el 2008.
En el 2010, compite en esa edición del Señorita Panamá donde presenta su fantasía titulada "Colibrí" muy gustada, y aunque no es elegida para competir en Miss Universo, es enviada al certamen Miss Supranational uno de los cuatro certámenes más importantes del mundo, junto a la modelo y miss Karina Pinilla; Cortina conquista el primer lugar en Polonia y Miss Panamá se corona reina del certamen.
El 2011 vuelve a los escenarios, ahora con la Nueva Organización Miss Panamá, esta vez con una exquisita creación que llamó "El Palacio de las Garzas" el cual gozó de mucha aceptación en esa edición del certamen, que fue catalogada como una competencia cerrada,  pues la diferencia de puntajes entre los tres primeros lugares fue mínima. El primer lugar lo obtuvo su amigo y colega Moisés Sandoya quien luego ganó el Miss Universo, el segundo lugar lo obtuvo Abdul Juliao quien ganó en el Miss Mesoamérica, mientras que Cortina obtuvo el tercer lugar y compitió posteriormente con este diseño en el Certamen regional, Miss Turismo Latino celebrado en Ecuador en donde ganó cómodamente.
Su carrera siguió su curso el 2012, en la edición del Miss Panamá de ese año compite con una alegoría titulada "El Altar de Oro" un llamativo diseño, gran favorito a ganar la competencia, en medio de un confuso empate declarado por los jueces entre 4 diseños. En un inesperado desenlace, son anunciados los resultados oficiales, donde es declarado como el tercer lugar al diseñador Edgar Bedoya, Daniel Cortina obtiene el segundo lugar y César D'Castro el primer lugar. Su diseño "El Altar de Oro" es enviado en el 2013, junto a Miss Panamá al certamen Miss América Latina del Mundo donde fácilmente gana el primer lugar, dándole a Cortina su 4 título internacional.
El 2013 envía un exclusivo diseño creado para la miss Petite Panamá Fianeth Corro, quien compitió posteriormente en El Salvador dentro del certamen Miss Mesoamérica en la categoría Petite, logrando el primer lugar con la fantasía titulada "Reina Precolombina" y coronándose reina del certamen.
Sin lugar a dudas, 2014 fue un año donde su trabajo logra máxima exposición, pues logró ganar 5 competencias con sus diseños, de forma consecutiva:
- Miss Atlántico Internacional 2014 celebrado en Uruguay junto a Ariadna Ruiz con su fantasía "Mi Bello Atlántico".
- Reina Hispanoamericana 2014 celebrado en Bolivia junto a María Lourdes Gallimore con su diseño " Huaca Precolombia".
- Logra Medalla de Oro en el Miss Earth 2014 en Filipinas, nuevamente junto a María Lourdes Gallimore con su diseño “La Danza del Gran Diablo"
- Miss Global Internacional 2014 celebrado en Jamaica junto a Keasy Brown y el diseño" Mi Bello Atlántico".
- Miss Turismo Internacional 2014 celebrado en Malasia junto a Jeniffer Gleichman.

Siguiendo con lo que fue considerado una buena racha, el 2015 lo inicio de una forma ejemplar, compitiendo con su diseño llamado "Herencia " en el certamen Reina de las Américas celebrado en Colombia en donde volvió a imponerse ante los demás países en competencia.

A lo largo de su trayectoria ha participado de múltiples concursos nacionales, vestido a candidatas, princesas y reinas de distintas festividades así como del Carnaval. Posee el record de ser el diseñador panameño de trajes de fantasía con la mayor cantidad de premios internacionales logrados en este rubro, destacándose los siguientes:
| N° | Nombre del Traje                     | Concurso                        | País sede            | Año  |
| 1  | Guacamaya Bandera                    | Miss América Latina del Mundo   | República Dominicana | 2008 |
| 2  | Colibrí                              | Miss Supranational              | Polonia              | 2010 |
| 3  | El Palacio de Las Garzas             | Miss Turismo Latino             | Ecuador              | 2011 |
| 4  | El Altar de Oro                      | Miss América Latina del Mundo   |                      | 2011 |
| 5  | Reina Precolombina                   | Miss Mesoamérica                |                      | 2013 |
| 6  | Mi Bello Atlántico                   | Miss Atlántico Internacional    | Uruguay              | 2014 |
| 7  | Mi Bello Atlántico                   | Miss Global Internacional       | Jamaica              | 2014 |
| 8  | Mi Bello Atlántico                   | Miss Turismo Internacional      | Malasia              | 2014 |
| 9  | Huaca Precolombina                   | Reina Hispanoamericana          | Bolivia              | 2014 |
| 10 | La Danza del Gran Diablo             | Miss Earth                      | Filipinas            | 2014 |
| 11 | Herencia                             | Reina de las Américas           | Colombia             | 2015 |
| 12 | El Hallazgo de la Necrópolis Dorada  | Miss Global Internacional       | Trinidad y Tobago    | 2015 |
| 13 | Artesanías de mi tierra              | Miss Teen Mundial               | El Salvador          | 2016 |
| 14 | El joyero de la Reina                | Miss Expoworld                  | Guatemala            | 2016 |
| 15 | Emperatriz de los mares              | Miss Teen Beauty                | República Dominicana | 2016 |
| 16 | Guacamaya Bandera                    | Miss Supranational              | Polonia              | 2017 |
| 17 | Panamá Precolombina                  | Miss Expoworld                  | Guatemala            | 2017 |
| 18 | Paraíso entre dos mares              | Miss Mesoamérica                | El Salvador          | 2017 |
| 19 | Corales                              | Miss Petite Universal           | Florida, USA         | 2017 |
| 20 | Archipiélago de Las Perlas           | Miss Asia Pacific Internacional | Filipinas            | 2018 |
| 21 | Archipiélago de Las Perlas           | Miss Teen Universal             | Puerto Rico          | 2018 |
| 22 | Talco en Sombra                      | Miss Expoworld                  | Guatemala            | 2018 |
| 23 | Flores y Café: Orgullos de mi tierra | Miss Teen Turismo Mundial       | Aruba                | 2019 |

## Escenarios lejos de Misses
Dando muestras de su versatilidad en el mundo del arte, lejos de misses y reinas, prueba suerte en nuevos retos y proyectos que servirían notablemente en su carrera artística. Tal es el caso del Festival de la Luz celebrado en San José Costa Rica en donde junto a un grupo de artistas de su natal Panamá, logran crean hermosas fantasías para el deleite de la comunidad tica que ve en éste Festival el evento del año en este País Centroamericano.
Su participación dentro del Festival de la Luz, le permitió junto a su equipo de trabajo, ser parte del evento deportivo más importante de la Región, Los Juegos Centroamericanos en su edición 2013, como vestuaristas.
En noviembre de 2014, fue honrado por las autoridades de su país, por los múltiples premios ganados a nivel internacional para Panamá. En medio de las actividades conmemorativas a las fiestas patrias, y fue declarado por el Concejo Municipal como hijo meritorio del Distrito de San Miguelito, en el cual reside.